# Alper Kulaksız
Alper Kulaksız (* 6. April 1992 in Sivas) ist ein türkischer Leichtathlet, der sich auf den Weitsprung spezialisiert hat.

## Sportliche Laufbahn
Erste internationale Erfahrungen sammelte Alper Kulaksız im Jahr 2009, als er bei den Jugendweltmeisterschaften in Brixen mit einer Weite von 6,69 m in der Qualifikationsrunde ausschied und auch im Speerwurf mit 63,27 m den Finaleinzug verpasste. Anschließend schied er beim Europäischen Olympischen Jugendfestival (EYOF) in Tampere mit 6,53 m in der Vorrunde im Weitsprung aus. Im Jahr darauf schied er bei den Juniorenweltmeisterschaften im kanadischen Moncton mit 6,89 m in der Qualifikation aus und 2011 wurde er bei den Balkan-Meisterschaften in Sliwen mit 7,49 m Vierter, ehe er bei den Junioreneuropameisterschaften in Tallinn mit 7,49 m auf Rang acht gelangte. Im Jahr darauf belegte er bei den Balkan-Hallenmeisterschaften in Istanbul mit 7,40 m den fünften Platz und verpasste anschließend bei den Hallenweltmeisterschaften ebendort mit 7,42 m den Finaleinzug. Mitte Juli gewann er dann bei den Balkan-Meisterschaften in Eskişehir mit 7,39 m die Bronzemedaille. 2013 nahm er erstmals an der Sommer-Universiade in Kasan teil und gelangte dort mit 7,68 m auf den siebten Platz und siegte anschließend mit windunterstützten 7,86 m bei den Balkan-Meisterschaften in Stara Sagora. Zudem wurde er bei den Mittelmeerspielen in Mersin mit 7,61 m Sechster, wie auch bei den Islamic Solidarity Games in Palembang mit 7,44 m. Im Jahr darauf siegte er bei den erstmals ausgetragenen U23-Mittelmeer-Meisterschaften in Aubagne mit 7,83 m und gewann anschließend bei den Balkan-Meisterschaften in Pitești mit 7,66 m die Bronzemedaille. 
2015 startete er erneut bei den Studentenweltspielen im südkoreanischen Gwangju und schied dort mit 7,32 m in der Qualifikationsrunde aus. Im Jahr darauf gewann er bei den Balkan-Meisterschaften in Pitești mit 7,84 m die Bronzemedaille und 2017 wurde er bei den Islamic Solidarity Games in Baku mit 7,55 m Sechster, ehe er bei den Balkan-Meisterschaften in Novi Pazar mit 7,41 m auf Rang sieben gelangte und bei der Sommer-Universiade in Taipeh mit 7,37 m in der Vorrunde scheiterte. 2018 klassierte sich bei den Mittelmeerspielen in Tarragona mit 7,79 m auf Rang fünf und verpasste anschließend bei den Europameisterschaften in Berlin mit 7,58 m den Finaleinzug. 2021 wurde er dann bei den Balkan-Meisterschaften in Smederevo mit 7,56 m Sechster und 2024 gelangte er bei den Balkan-Hallenmeisterschaften in Istanbul mit 7,14 m auf den zwölften Platz.
In den Jahren 2010 und 2011, von 2013 bis 2015 sowie 2018 und 2021 wurde Kulaksız türkischer Meister im Weitsprung im Freien sowie 2012 in der Halle.